# جزایر جورجیای جنوبی و ساندویچ جنوبی
جزایر جورجیای جنوبی و ساندویچ جنوبی (به انگلیسی: South Georgia and the South Sandwich Islands) جزء سرزمین‌های فرادریایی بریتانیا در اقیانوس اطلس جنوبی. جیمز کوک این جزایر را در سال ۱۷۷۵ کشف کرد و به افتخار جرج سوم پادشاه انگلستان و جان مونتاگو (کسی که در خرج سفرها بسیار به کوک کمک کرد)، چهارمین ارل منطقه ساندویچ، نامگذاری کرد.
جزایری در بین دریا که دارای ۲۰نفر جمعیت درمقیاس ۲ کیلومترمربع هست و پوشیده از برف ویخ می‌باشد.
جزایر ساندویچ جنوبی خالی از سکنه هستند و جمعیت بسیار کمی غیر دائمی در جورجیای جنوبی ساکن هستند. هیچ پرواز مسافربری یا کشتی برنامه‌ریزی‌شده‌ای به قلمرو وجود ندارد، اگرچه بازدید از کشتی‌های کروز به جورجیای جنوبی به‌طور فزاینده‌ای محبوب است و هر تابستان چندین هزار بازدیدکننده دارد.
بریتانیا مدعی حاکمیت بر جورجیا جنوبی در سال ۱۷۷۵ و جزایر ساندویچ جنوبی در سال ۱۹۰۸ شد. قلمرو «جورجیای جنوبی و جزایر ساندویچ جنوبی» در سال ۱۹۸۵ تشکیل شد که قبلاً به عنوان بخشی از جزایر فالکلند اداره می‌شد.

## جورجیای جنوبی

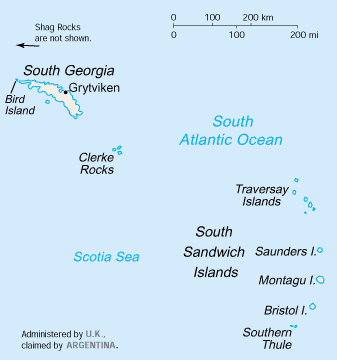

- جزیره کوپر
- جزایر ویلیس
- جزیره ترینتی، جزایر ویلیس
- جزایر ولکام
- جزیره آننکوف
- جزیره برد، جورجیای جنوبی
- جزیره کوک، جزایر ساندویچ جنوبی
- جزیره بلینگسهاوزن
- جزیره بریستول
- جزیره لسکوف
- جزیره ویسوکوی